# Anchiale austrotessulata
Anchiale austrotessulata är en insektsart som beskrevs av Brock och Jack W. Hasenpusch 2007. Anchiale austrotessulata ingår i släktet Anchiale och familjen Phasmatidae. Inga underarter finns listade i Catalogue of Life.